# Oisin Murphy
Pour les articles homonymes, voir Murphy.
Oisin Murphy, né le 6 septembre 1995 à Killarney, est un jockey irlandais basé en Angleterre, spécialiste des courses de plat.

## Biographie
Oisin Murphy grandit dans le comté de Kerry où, bébé prématuré, il commence à monter à cheval dès l'âge de 4 ans. Lorsqu'il a 14 ans, sa famille déménage à Buttevant, dans le comté de Cork, et il monte chez son oncle Jim Culloty, ancien champion jockey d'obstacles devenu entraîneur. Il se lance alors dans le circuit des courses de poneys puis, en octobre 2012, rejoint l'Angleterre comme apprenti chez l'entraîneur Andrew Balding. Passé professionnel en 2013, il ne tarde pas à se mettre en évidence et décroche l'année suivante le titre de champion des apprentis. Toujours en 2014, il commence à s’illustrer au plus haut niveau, s'adjugeant un groupe 2. En 2016, il devient premier jockey de l'écurie Qatar Racing Ltd, pour laquelle il va monter le champion Roaring Lion. En 2019, il remporte un premier titre de champion jockey, l'équivalent de la Cravache d'or française, titre qu'il conserve les deux années suivantes puis retrouve en 2024. Admirateur de Lanfranco Dettori, qui l'a encouragé, il s'exprime en irlandais, anglais, français et allemand. En proie à des problèmes d'alcoolisme, et plusieurs fois épinglé pour des contrôles positif à l'alcool, il est finalement suspendu 14 mois en février 2022 pour des manquements aux protocoles Covid et pour sa conduite susceptible de nuire à l'image des courses. 

## Palmarès (groupe 1uniquement)
Royaume-Uni
- 2000 Guinées – 1 – Kameko (2020)
- 1000 Guinées – 1 – Mawj (2023)
- Haydock Sprint Cup – 2 – The Tin Man (2018), Dream of Dreams (2020)
- Sussex Stakes – 2 – Lightning Spear (2018), Alcohol Free (2021)
- Cheveley Park Stakes – 2 – Alcohol Free (2020), Porta Fortuna (2023)
- Eclipse Stakes – 1 – Roaring Lion (2018)
- International Stakes – 1 – Roaring Lion (2018)
- Queen Elizabeth II Stakes – 1 – Roaring Lion (2018)
- Futurity Trophy – 1 – Kameko (2019)
- Falmouth Stakes – 1 – Veracious (2019)
- Nassau Stakes – 1 – Deirdre (2019)
- Coronation Stakes – 1 – Alcohol Free (2021)
- Commonwealth Cup – 1 – Shaquille (2023)
- King Charles III Stakes – 1 – Asfoora (2024)
- Queen Elizabeth II Jubilee Stakes – 1 – Khaadem (2024)
- Lockinge Stakes – 1 – Lead Artist (2025)

 Irlande
- Irish Champion Stakes – 1 – Roaring Lion (2018)

 France
- Prix de la Forêt – 1 – Aclaim (2017)
- Prix Jean-Luc Lagardère – 1 – Royal Marine (2018)
- Prix Marcel Boussac – 1 – Zellie (2021)
- Prix Maurice de Gheest – 1 – Sajir (2025)

 Émirats arabes unis
- Dubai Turf – 1 – Benbatl (2018)

 États-Unis
- Breeders' Cup Distaff – 1 – Marche Lorraine (2021)
- Belmont Oaks Invitational – 1 – Aspen Grove (2023)
- Queen Elizabeth II Challenge Cup – 1 – Mawj (2023)

 Canada
- E.P. Taylor Stakes – 1 – Blond Me (2017)
- Summer Stakes – 1 – New Century (2024)

 Allemagne
- Bayerisches Zuchtrennen – 2 – Benbatl (2018), Tornado Alert (2025)

 Japon
- Japan Cup – 1 – Suave Richard (2019)

 Hong Kong
- Hong Kong Vase – 1 – Giavellotto (2024)